# 小行星7696
小行星7696（7696 Liebe）是一颗围绕太阳公转的小行星。1988年5月10日，維爾納·蘭德格拉夫在拉西拉天文台发现了此天体。
这颗小行星的绝对星等为345.83141等。